# Gelis crassulus
Gelis crassulus är en stekelart som först beskrevs av Charles Thomas Brues 1903.  Gelis crassulus ingår i släktet Gelis och familjen brokparasitsteklar. Inga underarter finns listade i Catalogue of Life.